# Беле удовице
„Беле удовице“ је југословенски ТВ филм из 1984. године. Режирао га је Ђорђе Деђански, а сценарио је писала Маја Волк.

## Улоге
| Глумац              | Улога |
| ------------------- | ----- |
| Александра Симић    | Силва |
| Дара Џокић          |       |
| Гордана Каменаровић |       |
| Мирјана Карановић   |       |
| Александра Николић  |       |
| Лада Скендер        |       |